# Seriwau
Seriwau is een bestuurslaag in het regentschap Nias Utara van de provincie Noord-Sumatra, Indonesië. Seriwau telt 154 inwoners (volkstelling 2010).